# Eithan Haim
Eithan Haim es un cirujano estadounidense.
En mayo de 2024, Haim fue acusado de acceder de manera ilegal a información privada de pacientes pediátricos que recibían tratamiento de afirmación de género en el Texas Children's Hospital y de compartir esos datos con el activista conservador Christopher Rufo.
En enero de 2025, los cargos contra Haim fueron retirados.Posteriormente, fue invitado al discurso de Donald Trump ante una sesión conjunta del Congreso como invitado del senador de Misuri, Josh Hawley.